# Manjanggul

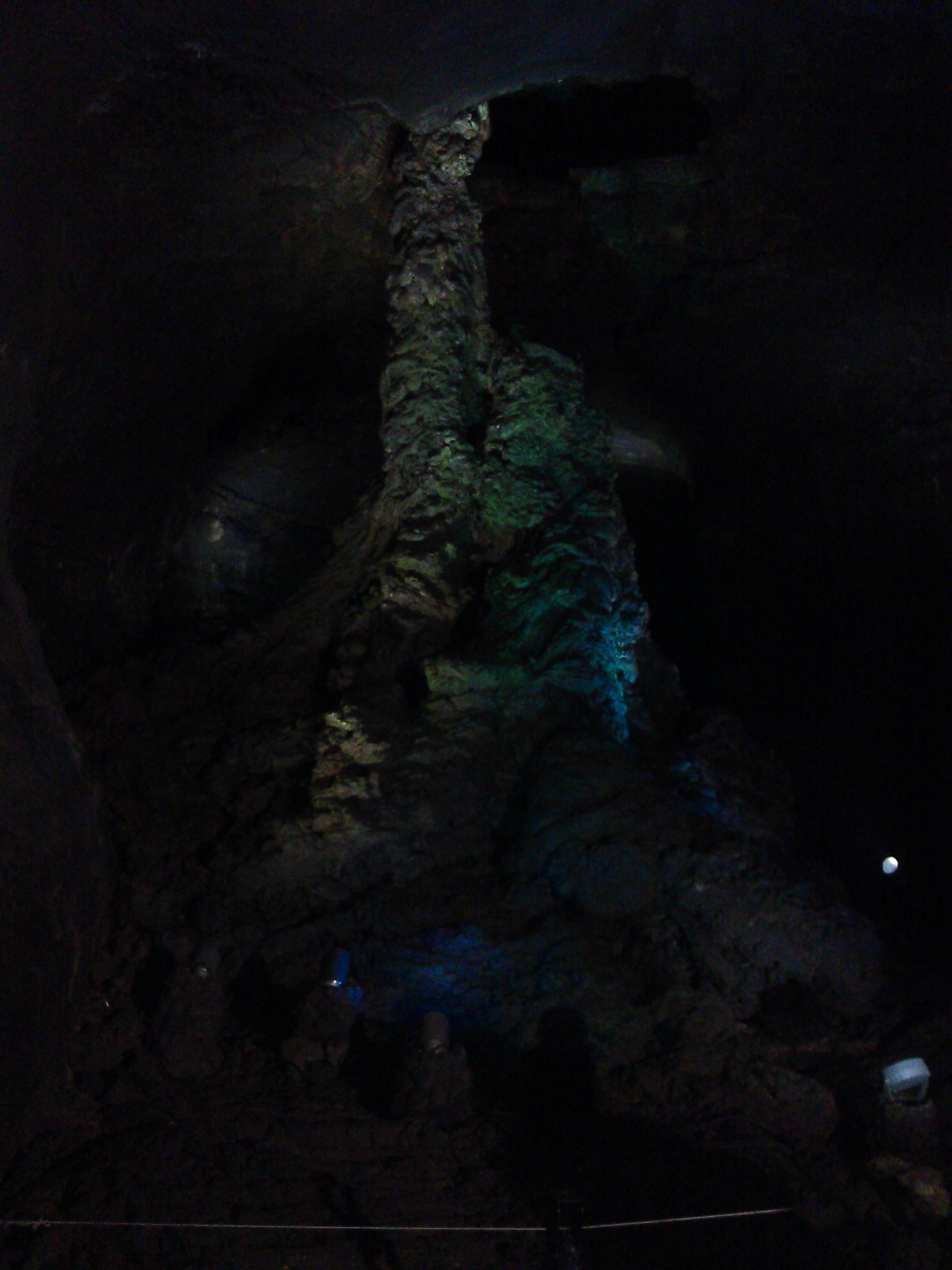
La più alta colonna di lava del mondo, nel tunnel Manjanggul Jeju-si, Corea del Sud.

Il Manjannggul (만장굴?) è un tunnel di lava che si trova a Gimyeong-ri, Gujwaeup, nella città di Jeju, Corea del Sud. Largo 23 metri, alto 30 e lungo 8.928 km, è il dodicesimo tunnel di lava più lungo del mondo, nonché il secondo più lungo dell'isola di Jeju. 
È tenuto in grande considerazione per via del suo valore scientifico e accademico, in quanto si è preservato in modo eccellente nonostante la sua formazione antichissima (300.000-200.000 anni fa). Il sito, per via delle sue caratteristiche, è patrimonio dell'UNESCO.

## Etimologia
Il termine Manjanggul non deriva dagli ideogrammi 萬丈窟, che significano "grotta alta più di 10.000 m", ma dal termine 만쟁이거멀?, Manjaeng-igeomeolLR, che gli venne dato quando il tunnel venne scoperto. Il termine subì in seguito dei cambiamenti che lo portarono alla sua forma odierna.

## Struttura e geologia
Nel tunnel sono perfettamente preservati stalattiti e stalagmiti laviche insieme a colonne, concrezioni, caverne, rientranze, colate laviche, ponti e cavità di lava, oltre a dei giochi di striature create dalla lava. Una colonna di lava di 7,6 metri è la più alta al mondo.
In alcuni punti, il collasso della parete superiore ha aperto tre lucernari, che hanno dato la possibilità di entrare più facilmente. Di queste tre aperture, quella centrale si estende verso sud-est ed è aperta al pubblico, che può esplorare la cavità addentrandosi per circa un chilometro, sino alla colonna di lava. La restante parte del tunnel è chiusa al pubblico.
Tra la prima e la seconda entrata vi è una distanza di circa 4.500 m, con una profondità di 54 metri, una pendenza media di 0,7° rispetto alla superficie e di 0,4° per quanto riguarda la pendenza del pavimento del tunnel. A causa di questa pendenza inferiore ad 1°, alla pressione ed altre caratteristiche geologiche del terreno, la lava, piuttosto che scorrere a fiumi, ha scorso a strati. In alcuni punti, inoltre, la differenza tra l'altezza e la larghezza massime della grotta è 1,3 volte più grande per l'altezza. Si crede quindi che la lava abbia continuato a scorrere nel tunnel erodendo termicamente il pavimento dello stesso.
La prima e la terza entrata, chiuse al pubblico, presentano gli habitat più favorevoli alla vita. Nel livello più basso del tunnel risiede la maggior parte delle forme di vita che lo abita. Il Manjanggul detiene infatti il primato per la quantità di esseri viventi presenti nell'intero sistema di tunnel di Lava Geomunoreum, tra cui il ragno delle grotte di Jeju e una colonia di almeno 30.000 esemplari di miniottero comune, la più grande accreditata in Corea. Le pareti della grotta sono intrise di batteri.

## Storia e studi

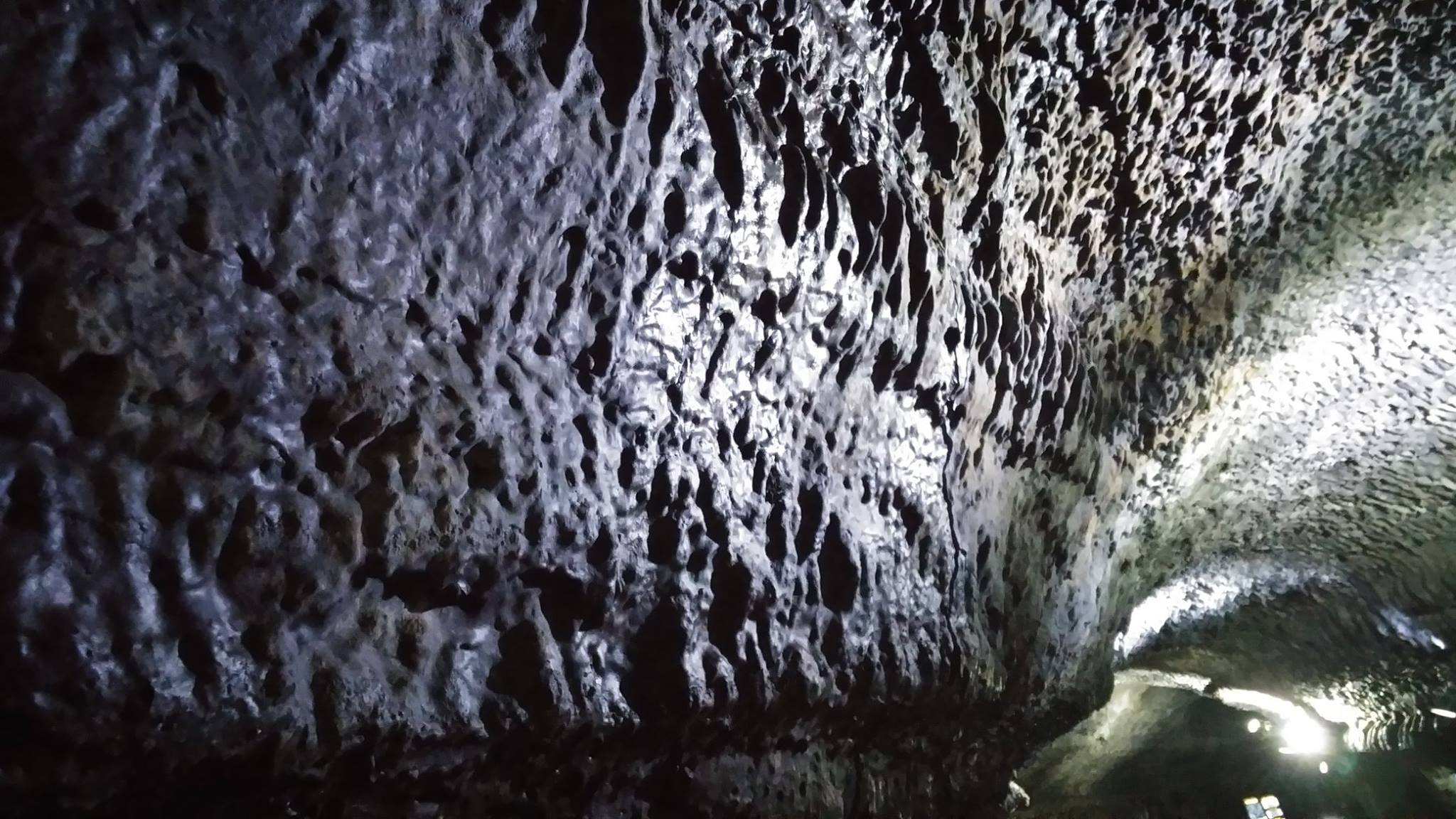
Ambiente del tunnel Manjanggul, Jeju-si, Corea del Sud.

La caverna venne esplorata per la prima volta nell'agosto del 1946 da Pu Jong-hyu. Nel 1965, con il patrocinio del quotidiano JoongAng Ilbo e dell'amministrazione dei beni culturali, venne condotto un sondaggio sul sistema di grotte presenti sull'isola di Jeju, che risultò in una pubblicazione accademica nel 1970. Il 28 marzo dello stesso anno venne ufficializzato il valore di bene culturale nazionale della grotta, nonostante fosse già stata nominata Bene Culturale n.98 nel 1962, compresa però nel Kimnyonggul. 
Negli anni 1980, 1989, 1990, 1991 e 1996, il Mangjjanggul apparve in alcune riviste scientifiche giapponesi quali il Journal of the Japanese Geological Society.
Negli anni, sono stati portati avanti i seguenti studi: 
- Novembre 1970: dall'Amministrazione dei Beni Culturali del Ministero della Cultura e degli Affari Pubblici
- 1982 da uno studio congiunto coreano-giapponese
- 1987: da una spedizione della Società per l'esplorazione delle grotte della Donggukk University
- 1993: dalla Provincia Nord di Jeju
- 2003: dall'Istituto di Ricerca sulle grotte di Jeju, che ha confermato la lunghezza totale del tunnel.

Il tunnel aprì per la prima volta al pubblico il 1º aprile 1967.